# Троїцький (Астраханська область)
Троїцький (рос. Троицкий) — селище у Ікрянинському районі Астраханської області Російської Федерації.
Населення становить 365 осіб (2010). Входить до складу муніципального утворення Сергієвська сільрада.

## Історія
Населений пункт розташований на території українського етнічного та культурного краю Жовтий Клин. Від 1925 року належить до Ікрянинського району.
Згідно із законом від 6 серпня 2004 року органом місцевого самоврядування є Сергієвська сільрада.

## Населення
| 2002 | 2010 |
| ---- | ---- |
| 434  | ↘365 |